# Багров, Владимир Феликсович
Владимир Феликсович Багров (4 октября 1955, Москва — 22 апреля 2023) — советский и российский музыкант и композитор.

## Биография
Родился 4 октября 1955 года.
Сын — Багров, Дмитрий Владимирович (род. 1985), кандидат физико-математических наук, научный сотрудник кафедры биоинженерии МГУ имени М.В. Ломоносова.

Сын — Багров, Сергей Владимирович (род. 2013)
Отец — врач, мать — певица.
В 1974 году  окончил Московскую среднюю специальную музыкальную школу имени Гнесиных по классу фортепиано Анны Павловны Кантор.
В 1979 году окончил Московский музыкально-педагогический институт им. Гнесиных по двум специальностям: пианист (класс профессора Владимира Мануиловича Троппа ) и музыковед (руководитель профессор Федор Георгиевич Арзаманов).
В 1984 году окончил Московский музыкально-педагогический институт им. Гнесиных как композитор по классу профессора Алексея Алексеевича Муравлева.
Автор музыки более чем к 40 спектаклям в различных театрах, а также к радио и телепостановкам, фильмам, аудио компакт-дискам, балета, оркестровых сюит, музыки для фортепиано и различных инструментальных составов, вокальных сочинений, детского мюзикла.

Член Союза театральных деятелей Российской Федерации.
Работал с Анатолием Эфросом, Юрием Ереминым, Леонидом Хейфецем, Галиной Волчек, Александром Бурдонским, Валентином Гафтом, Владимиром Зельдиным, Ларисой Голубкиной, Людмилой Чурсиной Евгением Князевым, Павлом Тихомировым  и др.
В течение 15 лет преподавал композицию и фортепиано в МССМШ. В числе учеников: П. Домбровский, А. Комиссаров ,  О. Трояновский (Рязанцев), В. Шуть и др.
Преподавал импровизацию и аранжировку в Московском педагогическом университете.
Заведовал музыкальной частью Московского драматического театра им. Гоголя. (2008—2012)
Работал в Театре Российской Армии как пианист, композитор, дирижёр и заведующий музыкальной частью. (1981—2001, 2014—2023)
Скончался 22 апреля 2023 года.
Некоторые спектакли с музыкой В.Багрова:

"Веранда в лесу" И. Дворецкого,

"Дорога" по Н. Гоголю;

"Счастье мое" А. Червинского

"Стрела Робин Гуда" И. Токмаковой,

"Сад" В. Арро,

"Дама с камелиями" А. Дюма-сына,

"Деревья умирают стоя" А. Касона,

"Ваша сестра и пленница..." Л. Разумовской,
    
"Приглашение в замок"  Ж. Ануя,
  
«Серебряные колокольчики» Г. Ибсена,
 
«Элинор и её мужчины» Д. Голдмена,
 
«Игра на клавишах души» Н. Харатишвили,
 
«Мур, сын Цветаевой» О. Кучкиной,

«Мистраль» О. Кучкиной,
 
«Праздник души» В. Красногорова,
 
«Семейный портрет с посторонним» С. Лобозерова,

Мюзикл "Волшебник страны Оз".